# سفارة كوريا الجنوبية في واشنطن العاصمة
سفارة كوريا الجنوبية في الولايات المتحدة هي التمثيلية الرسمية وسفارة كوريا الجنوبية في الولايات المتحدة.

## مقالات ذات صلة
- سفارة روسيا في واشنطن العاصمة
- سفارة المكسيك في واشنطن العاصمة
- سفارة هولندا في واشنطن العاصمة